# Fabiola Campillai
Campillai  Rojas est un nom espagnol. Le premier nom de famille, en général paternel, est Campillai ; le second, en général maternel, souvent omis, est Rojas.
Fabiola Campillai, née le 17 mai 1983 à San Bernardo au Chili, est une femme politique chilienne, élue sénatrice aux élections parlementaires de 2021.
En novembre 2019, quelques jours après le début des manifestations au Chili, elle devient aveugle et perd le sens de l'odorat et du goût après avoir reçu un tir de lacrymogène de la part d'un carabinier, alors qu'elle se trouvait à un arrêt de bus.

## Biographie

### Vie personnelle
Fabiola Campillai habite dans le quartier Cinco Pinos, situé dans la commune de San Bernardo,. Jusqu'en 2019, elle était pompière, footballeuse, ouvrière et leader de sa communauté,.
Dans la nuit du 26 novembre 2019, quelques jours après le début des manifestations au Chili, elle sort de chez elle pour aller prendre sa rotation de nuit dans une usine de l'entreprise Carozzi,. Un groupe de carabiniers est en train de surveiller quelques manifestants, bien que d'autres sources mentionnent qu'il n'y avait pas ou plus de manifestation à cette heure-là ,,,. Alors que Fabiola Campillai se trouve à un arrêt de bus, un policier situé à 50 mètres de distance lui lance une bombe lacrymogène qu'elle reçoit au visage,.

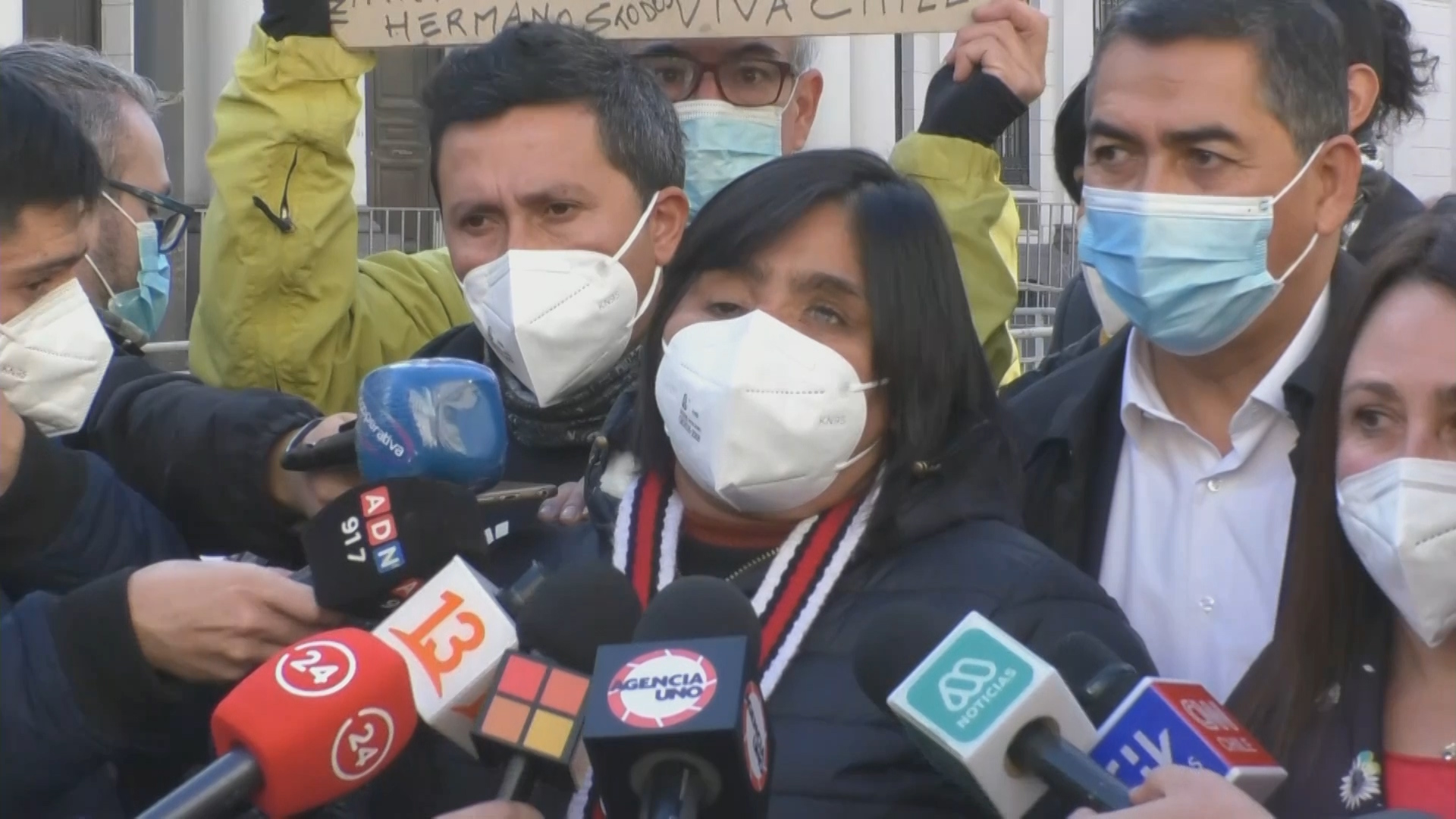
Fabiola Campillai en juillet 2021.

Sous l'impact, Fabiola Campillai tombe au sol et perd connaissance. Les forces de l'ordre continuent à lancer des gaz lacrymogènes puis s'en vont sans lui prêter assistance, alors qu'au moins deux carabiniers ont vu qu'une personne a été blessée,. Elle est emmenée à l'hôpital par des voisins. Du fait de l'impact, ses deux globes oculaires ont éclaté, elle souffre d'un traumatisme cranien-encéphalique, et de fractures d'os du visage et du crâne, ce qui la laisse aveugle et lui fait perdre le sens de l'odorat et du goût,,,. Elle passe un temps en coma artificiel et dans les deux mois qui suivent l'agression, elle subit trois opérations,.
L'Institut national des droits humains (INDH) dépose plainte contre les carabiniers. L'enquête interne dure plus de huit mois et identifie Patricio Maturana comme responsable du jet de la bombe lacrymogène,. Il est expulsé de l'institution des carabiniers, accusé de « contraintes illégitimes qui ont résulté en de graves blessures ». Cependant, il n'y a pas de questionnement sur l'usage excessif de la force et le non-respect des protocoles de la part des policiers. Amnesty International appelle à enquêter sur toute la chaîne de commandement et non pas seulement sur le responsable du tir.
Le ministère public réalise une deuxième enquête, qui révèle que Patricio Maturana n'était pas habilité pour utiliser un fusil lançant des gaz lacrymogènes au moment de l'agression. Il requiert douze ans de prison contre le policier. En septembre 2022, Maturana est déclaré coupable des faits de « coercition illégale ayant entraîné de très graves blessures » par le tribunal pénal de San Bernardo, à l'unanimité.

### Carrière politique
En août 2021, elle présente sa candidature en tant qu'indépendante pour les élections au Sénat, dans la circonscription no 7, la plus vaste du pays, située dans la région métropolitaine de Santiago. Elle s'éloigne ainsi des représentants de la « Liste du peuple ». Elle souligne qu'elle a reçu plus de 15 000 parrainages et déclare que ses thèmes de campagne reprendront les revendications principales des manifestations de 2019-2021, comme la fin des fonds de pension, la gratuité et la qualité des soins et de l'éducation, ainsi que la récupération des ressources naturelles,,.
Le 21 novembre 2021, elle est élue sénatrice et est la candidate parlementaire qui reçoit le plus de votes toutes circonscription confondue, alors même qu'elle est indépendante. Elle devient la première parlementaire non-voyante au Chili.
Le 11 janvier 2022, elle rejoint administrativement (l'équivalent français des parlementaires « apparentés ») le groupe parlementaire d'Approbation dignité, la coalition au pouvoir du gouvernement de Gabriel Boric, mais annonce qu'elle continuera à voter de manière « indépendante ».
Le 9 mars 2022, soit deux jours avant son investiture de sénatrice, elle se rend au Congrès national afin de prendre connaissance du parcours et du lieu afin de pouvoir le faire en toute autonomie, en raison de sa non-voyance. Le 11 mars, elle est investie sénatrice de la République du Chili. Le même jour, elle assiste à l'investiture de Gabriel Boric en tant que président et est la première personne à être saluée par celui-ci à l'issue de la cérémonie.